# Захариас, Иоаннис
Иоаннис Захариас (греч. Ιωάννης Ζαχαρίας; 1845, Афины — 1873, Керкира, Kerkyra Municipal Unit) — греческий художник, видный представитель Мюнхенской школы греческой живописи.

## Биография
Иоаннис Захариас родился в Афинах в 1845 году.
В 1866 году окончил Афинскую школу изящных искусств.
В следующем, 1867 году, продолжил учёбу в Академии Мюнхена у Карла фон Пилоти.
В 1873 году принял участие в Международной выставке в Вене.
Проявившиеся признаки психического заболевания рано прервали художественную карьеру Захариаса.
Художник оставил после себя ограниченное число работ, в основном портретов и жанровых сцен. Несмотря на небольшое число работ, искусствоведы причисляют Захариаса к видным представителям академической Мюнхенской школы греческой живописи.
Художник умер в психиатрической больнице острова Керкира, ориентировочно в 1873 году.